# Comuna Plujne, Izeaslav
Plujne (în ucraineană Плужне) este o comună în raionul Izeaslav, regiunea Hmelnîțkîi, Ucraina, formată din satele Hoten Druhîi, Hoten Perșîi, Plujne (reședința) și Uleanivka.

## Demografie
Componența lingvistică a comunei Plujne
     Ucraineană (99,07%)
     Alte limbi (0,93%)
Conform recensământului din 2001, majoritatea populației comunei Plujne era vorbitoare de ucraineană (99,07%), existând în minoritate și vorbitori de alte limbi.